# صندوق ثروت ترکیه
صندوق ثروت ترکیه (انگلیسی: Turkey Wealth Fund) صندوق ثروت ملی کشور ترکیه است، که در سال ۲۰۱۶ توسط دولت ترکیه تأسیس شد. مجموع دارایی‌های صندوق ثروت ترکیه بالغ بر ۳۳ میلیارد دلار برآورد می‌شود. این صندوق مالک شرکت‌های ترک تلکام، شرکت نفت ترکیه، شرکت پست ترکیه، ترکیش ایرلاینز، بانک زیارت، بورس استانبول، بوتاش، ترک‌ست و چایکور می‌باشد.